# The Big Apple (Waitomo)
The Big Apple es una gran estatua de una manzana en Waitomo, Nueva Zelanda. Mide 7,5 metros (8,2 yd) de altura y está ubicado entre Ōtorohanga y Te Kūiti en la carretera estatal 3. También incluye un restaurante, cafetería e instalaciones para conferencias. Tiene cerca de 1920 metros cuadrados (2296,3 yd²) huerto, y cuenta con cuatro comedores con capacidad para 500 personas. A 2009, atrajo a turistas a nivel de «miles por semana». Es parte de las grandes cosas de Nueva Zelanda.

## Historia
Pieter y Betsy van Straalen compraron el huerto en 1963 y abrieron el restaurante Big Apple en 1995. El negocio fue comprado por su hijo mayor, Arnold, y su esposa en 2003, quienes abrieron una tienda de souvenirs y convirtieron una villa de la década de 1920 en un lugar para eventos con capacidad para 60 personas. En 2009 pusieron a la venta el negocio por 3,9 millones de dólares, diciendo que querían experimentar el turismo como turistas en lugar de propietarios de negocios. En 2001, Arnold se convirtió en presidente de una entidad que promueve el turismo en las cuevas de Waitomo, Destination Waitomo.
En 2013, la gente hizo cola en la Gran Manzana para hacerse oír sobre los cambios propuestos por la Agencia de Transporte de Nueva Zelanda en una intersección que fue el lugar de dos muertes de turistas norteamericanos en dos accidentes en 2012.
En 2015 Tourism Holdings compró la Gran Manzana con la intención de convertirla en una atracción turística de «clase alta». Tourism Holdings dijo que renovarían el espacio comercial y el interior de las instalaciones para conferencias, lo que incluiría un nuevo bar, nuevos asientos y nuevos pisos. Se esperaba que cerrara el 30 de septiembre para estas renovaciones y abriera nuevamente en diciembre.